# آران‌ای پلیمراز وابسته به آران‌ای
آران‌ای پلیمراز وابسته به آران‌ای (به انگلیسی: RNA-dependent RNA polymerase (RdRp)) یا آران‌ای رپلیکاز (RNA replicase) آنزیمی است که خودهمتاسازی آران‌ای از یک الگوی آران‌ای را کاتالیز می‌کند. به طور خاص، سنتز رشته آران‌ای مکمل یک الگوی آران‌ای معین را کاتالیز می‌کند. این پدیده برخلاف آران‌ای پلیمرازهای معمولی وابسته به دن‌ان‌ای است که همه جانداران از آن برای کاتالیز رونویسی آران‌ای از یک الگوی دی‌ان‌ای استفاده می‌کنند.
RdRp یک پروتئین ضروری است که در ژنوم اکثر ویروس‌های دارای آران‌ای بدون مرحله دی‌ان‌ای از جمله SARS-CoV-2 کدگذاری شده‌است. برخی از یوکاریوت‌ها همچنین دارای RdRps هستند که در تداخل آران‌ای نقش دارند و از نظر ساختاری با RdRps ویروسی تفاوت دارند.